# Jane Merrow
Jane Merrow (ur. 26 sierpnia 1941) – brytyjska aktorka filmowa i telewizyjna.

## Filmografia (wybór)

### Seriale TV
- 1961: Harpers West One jako Ruth Leigh
- 1963: Lorna Doone jako Lorna Doone
- 1973: Barnaby Jones jako Hillary Padgett
- 1986: Lovejoy jako Stella

### Filmy fabularne
- 1966: Morgan: przypadek do leczenia
- 1968: Lew w zimie jako Księżniczka Alais
- 1970: Kobieta Adama jako Bess
- 1973: Horror at 37,000 Feet jako Sheila O’Neill
- 1997: Waterloo Sharpe’a jako Księżna Richmond

## Nagrody i nominacje
Za rolę Księżniczki Alais w filmie Lew w zimie została nominowana do nagrody Złotego Globu.